# Pascal Pelletier
Pascal Pelletier (* 16. Juni 1983 in Labrador City, Labrador) ist ein ehemaliger kanadischer Eishockeyspieler und -scout, der im Verlauf seiner aktiven Karriere zwischen 2000 und 2020 unter anderem 16 Spiele für die Boston Bruins, Chicago Blackhawks und Vancouver Canucks in der National Hockey League (NHL) auf der Position des Centers bestritten hat. Darüber hinaus absolvierte Pelletier über 500 weitere Partien in der American Hockey League (AHL) und war insgesamt vier Spielzeiten in der Schweizer National League (A) aktiv. Dort gewann er mit den ZSC Lions im Jahr 2018 die Schweizer Meisterschaft.

## Karriere

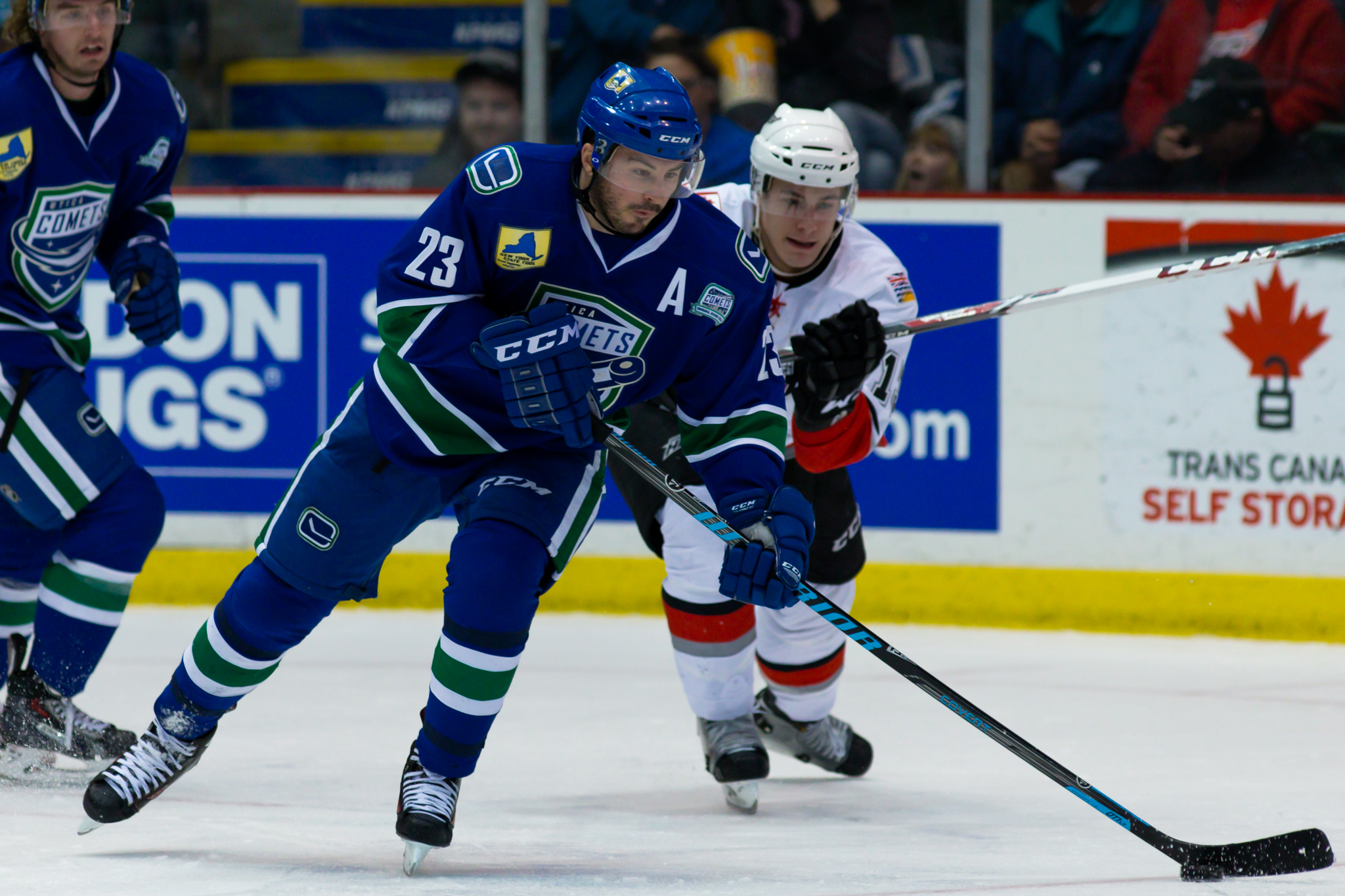
Pelletier im Trikot der Utica Comets (2014)

Pascal Pelletier begann seine Karriere als Eishockeyspieler in der kanadischen Juniorenliga Ligue de hockey junior majeur du Québec (LHJMQ), in der er von 2000 bis 2004 für die Drakkar de Baie-Comeau und Cataractes de Shawinigan aktiv war. Für beide Teams absolvierte er über den Zeitraum von vier Jahren annähernd 300 Spiele in der Liga, in denen ihm 332 Scorerpunkte gelangen.
Anschließend spielte der Angreifer zwei Jahre lang in der ECHL für die Louisiana IceGators und die Gwinnett Gladiators, ehe er ohne je zuvor gedraftet worden zu sein, im August 2006 als Free Agent einen Vertrag bei den Boston Bruins aus der National Hockey League (NHL) erhielt. Für die Bruins gab er in der Saison 2007/08 sein Debüt in der NHL, wobei er in sechs Spielen punkt- und straflos blieb. Die restliche Zeit während seiner drei Jahre im Franchise der Boston Bruins verbrachte der Kanadier bei deren Farmteam aus der American Hockey League (AHL), den Providence Bruins. Am 24. Juli 2008 wurde Pelletier im Tausch für Martin St. Pierre an die Chicago Blackhawks abgegeben, für die er in der folgenden Spielzeit sieben Mal auf dem Eis stand. Den Rest der Saison verbrachte er allerdings bei deren AHL-Kooperationspartner, den Rockford IceHogs, für die er in 71 Spielen insgesamt 55 Scorerpunkte, darunter 29 Tore, erzielte.
Zur Saison 2010/11 wechselte der Kanadier zu den SCL Tigers in die Schweizer National League A (NLA), mit denen er in einer ersten Saison die Playoffs erreichte und in der ersten Runde mit einem Sweep dem SC Bern unterlag. Es folgten zwei weitere Spielzeiten in der NLA, in denen sich die Tigers beide Male in der Relegation wiederfanden und im Frühjahr 2013 schließlich den Gang in die National League B (NLB) antreten mussten. Pelletier verließ die Schweiz daraufhin und unterzeichnete im Juli 2013 einen Zweijahresvertrag bei den Vancouver Canucks, kam in der Saison 2013/14 bis auf drei NHL-Partien nur in der AHL bei den Utica Comets zum Einsatz. Daher entschloss er sich im Frühsommer 2014 für eine Rückkehr nach Europa und wurde vom kroatischen Verein KHL Medveščak Zagreb aus der Kontinentalen Hockey-Liga (KHL) unter Vertrag genommen, bei dem er in der Saison 2014/15 mit 39 Punkten teaminterner Topscorer war. Im Juni 2015 wechselte er innerhalb der KHL zu Admiral Wladiwostok. Zwischen Dezember 2015 und dem Ende der Saison 2015/16 spielte er dann beim finnischen KHL-Teilnehmer Jokerit Helsinki, ehe er im Sommer 2016 für eine Spielzeit zu den Utica Comets zurückkehrte.
Anschließend wechselte der Stürmer in die Schweiz zurück, wo er die Spielzeit bei den ZSC Lions verbrachte und mit der Mannschaft am Saisonende die Schweizer Meisterschaft gewann. Im Saisonverlauf hatte er auch einige Partien für deren Partnerteam, die GCK Lions, in der Swiss League absolviert. Trotz des Erfolgs verließ Pelletier den ZSC im Sommer 2018 bereits wieder und wechselte kurzzeitig in die semiprofessionelle Ligue Nord-Américaine de Hockey (LNAH). Nach einigen Einsätzen für die Assurancia de Thetford sicherte sich im Januar 2019 der SC Langenthal aus der Swiss League die Dienste des Franko-Kanadiers, der das Team in der Folge als Topscorer der Playoffs zum Gewinn der Meisterschaft führte. Der Aufstieg in die National League blieb durch die fehlende Lizenz aber verwehrt. Nach der abermaligen Rückkehr nach Kanada absolvierte Pelletier in der Saison 2019/20 seine letzten LNAH-Spiele für Thetford und war bereits parallel zwischen den Sommern 2019 und 2021 als Scout für die Huskies de Rouyn-Noranda in der LHJMQ tätig.

## Erfolge und Auszeichnungen
| - 2008 Teilnahme am AHL All-Star Classic - 2008 AHL First All-Star Team - 2012 Spengler-Cup-Gewinn mit dem Team Canada - 2015 Teilnahme am KHL All-Star Game - 2018 Schweizer Meister mit den ZSC Lions | - 2019 Meister der Swiss League mit dem SC Langenthal - 2019 Topscorer der Swiss-League-Playoffs - 2019 Bester Torschütze der Swiss-League-Playoffs - 2019 Bester Vorlagengeber der Swiss-League-Playoffs |

## Karrierestatistik
(Legende zur Spielerstatistik: Sp oder GP = absolvierte Spiele; T oder G = erzielte Tore; V oder A = erzielte Assists; Pkt oder Pts = erzielte Scorerpunkte; SM oder PIM = erhaltene Strafminuten; +/− = Plus/Minus-Bilanz; PP = erzielte Überzahltore; SH = erzielte Unterzahltore; GW = erzielte Siegtore; 1 Play-downs/Relegation; Kursiv: Statistik nicht vollständig)